# Asteroidni pojas
Pojas asteroida ili glavni planetoidni pojas je prostrani pojas stenovitih nebeskih tela, (asteroida (planetoida), meteoroida) različite veličine, čije se orbite oko Sunca nalaze uglavnom između orbita planeta Mars i Jupiter. Udaljenosti asteroida u pojasu se kreću između 1,7 AJ i 4 AJ. Većina asteroida u pojasu imaju ekscentricitete od 0,1 do 0,2. U samom pojasu područje sa najvećom gustinom putanja asteroida je između 2,2 AJ i 3,3 AJ. Većina meteorita koji padnu na Zemlju dolazi baš iz ovog dela Sunčevog sistema.
U asteroidnom pojasu se kreću patuljaste planete Cerera ili Ceres, oko 750 000 planetoida (asteroida) s prečnikom većim od 1 kilometar (na primer Junona, Vesta, Higijeja) i milioni manjih. U tom se pojasu ne nalaze planetoidi Amori, Apoloni i Trojanci. Planetoidni pojas je oblikovan kad i ostali delovi Sunčevog sistema, a gravitacijski uticaj Jupitera (plimna sila) onemogućio je stvaranje planeta, ograničio njegovu širinu i odredio pukotine u njemu (Kirkvudove pukotine). Smatra se da su u tom području postojala veća tela koja su tokom prvih 10 miliona godina bila iznutra vruća. Ta su tela bila izložena mnogobrojnim udarima pa su razmrvljena. Sadašnji planetoidni pojas sadrži samo mali deo mase prvobitnog (oko 0,1%), a ostatak je Sunčevim vetrom potisnut u svemir. Asteroidni pojas je područje s prosečnim udaljenostima od Sunca između 1.7 i 4 AJ. Većina asteroida u pojasu imaju ekscentricitete od 0,1 do 0,2. Područje najveće gustine putanja asteroida je između 2,2 i 3,3 AJ.

## Istorija otkrića
Planetoidi prestavljaju zanimljivu vrstu nebeskih tela i zbog brojnosti i zbog svog posebnog smeštaja u procepu između Marsove i Jupiterove staze. Staze te dve planete toliko su odvojene da je već Johan Kepler 1596. u knjizi Tajne kosmografije, spekulisao o nebeskom telu koje se u tom prostoru kreće. Godine 1772. nađeno je matematičko pravilo koje do danas nije fizički potkrepljeno, a kojim se veoma dobro određuju udaljenosti planeta. Johan Daniel Titus i Johan Elert Bode pronašli su jednostavnu zakonitost prema kojoj se mogu računati udaljenosti planeta od Sunca. Premda Titus-Bodeovo pravilo nije pouzdano fizički rastumačeno, a takođe ne daje dobre rezultate za daleke planete, ipak je nagovestilo da se između putanja Marsa i Jupitera treba nalaziti neka planeta. Ovo pravilo predviđa postojanje planeta na udaljenosti 2,8 AJ od Sunca. Pravilo je dato izrazom:
{\displaystyle a=0.4+0.15\cdot 2^{n-1}}
gde je: n - redni broj planete, a - udaljenost n-te planete do Sunca u astronomskim jedinicama (AJ). Prvi član niza znatno odstupa od udaljenosti koju ima Merkur, ne uzme li se n = - ∞, što dakako, nije u aritmetičkom nizu s ostalim eksponentima. To magično pravilo dobro je pretkazalo udaljenost Urana, koji je otkrio Vilhelm Heršel 1781. Kasnije se došlo do spoznaje da je osma planeta, Neptun, prekobrojna, ali jednakost jasno pokazuje da između Marsa i Jupitera ima mesta za još jednu planetu.
Godine 1800. u potragu za „nedostajućom” planetom krenulo je 12 nemačkih astronoma. Potraga je dala rezultat u noći od 31. decembrea 1800. na 1. januara 1801. kada ih je preduhitrio Italijan Đuzepe Pjaci koji je u Palermu, tokom rutinskog pretraživanja neba otkrio telo Sunčeva sučevog koje je nazvano Ceres (žensko ime Cerera). Iste je godine znameniti nemački matematičar Karl Fridrih Gaus proračunao elemente staze ovog tela i pokazao da bi se moglo raditi o „nedostajućoj” planeti. Astronome je zbunjivala veličina Ceresa (samo 940  u prečniku), jer su očekivali mnogo veće telo. Međutim, već nakon dve godine Hajnrih Vilhelm Olbers je otkrio Palas (žensko ime Palada), koja se kreće sličnom stazom kojom i Ceres. Do 1807. godine su otkriveni Juno i Vesta, dva nebeska tela malog sjaja i veličine, koja se dobro uklapaju u redosled planeta. Ubrzo se pokazalo da je Sunčev sistem prepun malih planeta koje se danas nazivaju planetoidi ili asteroidi.
Koliko je time Titius-Bodeovo pravilo zadovoljeno, toliko je i dovedeno u pitanje. Otkuda dve planete na mestu jedne? Olbers je stoga postavio hipotezu katastrofe praroditeljskog tela, neke zamišljene planete Fajetona. Odlomci te planete se pretpostavilo da lutaju stazama koje se približavaju i seku. Na hipotezu ga je podstaknulo upravo to svojstvo staza Ceres i Palasa da se jako zbližavaju u dve dijametralno suprotne tačke. U jednom od područja zbližavanja našao je Karl Ludvig Harding 1. septembra 1804. treće telo, 3 Juno (žensko ime Junona). Olbers je 29. marta 1807. otkrio i četvrto telo (4 Vesta). Otkrića ostalih planetoida nastavljena su tek 1845. Iako planetoida ima mnogo više, u više različitih grupa, Olbersova je hipoteza o nastanku malih planeta uslovila način gledanja na prirodu malih planeta.
Među otkrivačima planetoida bilo je i dosta amatera. Do kraja 19. veka bilo je poznato nekoliko stotina planetoida. Fotografske metode otkrivanja razvile su se posle 1900. Ako staza nije dovoljno tačno određena, planetoid se posle otkrića može zagubiti i ponovo otkriti. To se događa i uprkos pomoći računarske tehnike. Gubljenju pomaže promenjivost planetoidnih staza. Danas planetoide izučava dvadesetak opservatorija. Upisano je i imenovano više od 2 300 planetoida i određene su im staze.
Istraživanje planetoida, a i ostalih tela Sunčevog sistema, bilo je u prvoj polovini 19. veka zanemareno na račun astrofizičkih ispitivanja. Istraživanje fizičkih osobina planetoida zahuktalo se posle 1970, kada su otkriveni planetoidi vrlo malih i neobičnih staza; onih koji stižu u blizinu Sunca i Zemlje i među kojima se nalaze roditeljska tela meteorita. Uznapredovala labaratorijska ispitivanja meteorita omogućila su sa svoje strane dublji uvid u fizički razvoj malih tela Sunčevog sistema, u njihovu starost i evolucijske veze. Male dimenzije planetoida otežavaju ispitivanje njihova fizičkog stanja. Samo malobrojnim planetoidima vide se ugaone dimenzije. Od 1970. uvedena su bolja instrumentalna pomagala, kao optičko - elektronski pojačivači slika, te novi postupci optičke interferometrije. Od klasičnih metoda primenjuje se merenje moći odraza, višebojna fotometrija, merenja polarizacije svetlosti, radiometrija (usporedba sjaja u vidljivom i infracrvenom području) i metoda okultacija. Istodobnim promatranjima okultacija neke zvezde, iz više zvezdarnica na Zemlji, jednostavno se određuje oblik i veličina nebeskog tela koje je zvezdu zaklonilo. Tim su putem vrlo tačno određene dimenzije nekolicini planetoida.
Najveći broj planetoida dobio je ženska imena, najprij iz mitologije, zatim obična vlastita ženska imena, te imena učenjaka u ženskom rodu, raznih naziva, omiljenih jela, literarnih junaka, te imena gradova, država, savremenih ili mitoloških ličnosti, bez obzira na to da li su izvorni oblici u muškom ili ženskom rodu. Tako se među njima nalaze Ana, Marija, Bredihina, Vladilena (kovanica po Lenjinu), Filozofija, Geometrija, Papagena, Gagarina, Hermes, Sizif, Kecalkoatl. U Puli je u 19. veku otkriveno dvadesetak planetoida, među kojima su 143 Adria, 183 Istria i drugi. Korado Korlević poznati je hrvatski astronom iz Višnjana u Istri. Prema podacima na stranici Minor Planet Discoverers, jedanaesti je spisku najproduktivnijih tragača za asteroidima svih vremena. U periodu od 1996. do 2001. otkrio ih je 947, te bio saotkrivač kod još 110 asteroida.

## Grupisanje asteroida
Uobičajeno je da se asteroidi grupišu prema orbitalnim karakteristikama i prema fotometrijskim i spektroskopskim svojstvima, koja ukazuju na razlike u strukturi. Staze planetoida su zbog različitih inklinacija i ekscentriciteta vrlo razbacane, pa njihov direktni snimak ne pokazuje nikakve pravilnosti. Ako se staze srede tako da se na crtež unesu samo srednje udaljenosti (velike poluose staza a, ili siderički period ophoda P, ili srednje dnevno kretanje n), tada se planetoidni prsten raslojava u podsisteme - u otprilike 7 potprstenova. Tako priređene staze nazivaju se srednjim stazama. Srednje dnevno kretanje određeno je kao:
{\displaystyle n({\frac {''}{dan}}\,)=\,{\frac {3548}{P(god.)}}\,=\,{\frac {3548}{({\frac {a}{AJ}})^{3/2}}}\!}
To je zapravo ugaona brzina ω = 2 π / P, izražena brojem ugaonih sekundi koje telo prevali u proseku u jednom danu.
Staze planetoida zavise od načina na koji su planetoidi nastali i o stalnim poremećenjima. Čim se staza planetoida malo poremeti, bilo bliskim susretom ili direktnim srazom s drugim planetoidom, gravitacijski se uticaj planeta odmah izražava pa dolazi do snažnog poremećenja, koje deluje sve dok planetoid ne uđe u područje gde je poremećenje slabije. Stoga planeti odlučujuće utiču na razmeštaj planetoida, te ovi neka područja izbegavaju, a u nekima se gomilaju. Dolazi do rezonancija. Uticaj Jupitera je odlučujući, zatim sledi uticaj Marsa i drugih planeta. Za rezonancije važan je odnos između perioda obilaska planetoida P i perioda obilaska planeta . One staze za koje je odnos između tih perioda srazmeran imaju svojstvo da je poremećenje ili veoma jako ili veoma slabo.
Čistine u srednjim kretanjima planetoida uočio je Daniel Kirkvud 1866. Čistine odgovaraju odnosima perioda planetoida i Jupitera:
{\displaystyle {\frac {P}{P_{P}}}\,=\,{\frac {1}{2}}\,,\,{\frac {1}{3}}\,,\,{\frac {1}{4}}\,,\,{\frac {2}{5}}\,,\,{\frac {2}{7}}\,,\,{\frac {3}{5}}\,,\,{\frac {3}{7}}\,,\,{\frac {5}{11}}\,}
te odnosu perioda planetoida i Marsa jednakom 2 : 1. Za neke pak odnose perioda planetoida i Jupitera staze su veoma stabilne, te se tu oni okupljaju. To su rezonantni planetoidi. Za njih vredi:
{\displaystyle {\frac {P}{P_{P}}}\,=\,{\frac {2}{3}}\,,\,{\frac {3}{4}}\,,\,{\frac {1}{1}}\,}
Prva grupa od nekoliko planetoida predvođena je Hildom. Staze tih tela stabilne su iako se zbog velikog ekscentriciteta pružaju blizu Jupiterove staze, ali se zbog zgodnog odnosa u broju obilazaka (komenzurabilnosti perioda) nikada istovremeno, na bliskom delu staza, ne nađu Jupiter i planetoidi. Zato ih Jupiter jako ne poremećuje. Druga grupa je manja (primer Tuli), a treću grupu čine znameniti Trojanci.

## Literatura
- Elkins-Tanton, Linda T. (2006). Asteroids, Meteorites, and Comets (First изд.). New York: Chelsea House. ISBN 978-0-8160-5195-3.

## Spoljašnje veze
- Asteroid belt (astronomy) на веб-сајту Енциклопедија Британика (језик: енглески)
- Arnett, William A. (26. 2. 2006). „Asteroids”. The Nine Planets. Архивирано из оригинала 18. 4. 2007. г. Приступљено 2007-04-20.
- Asteroids Page at NASA's Solar System Exploration
- Cain, Fraser. „The Asteroid Belt”. Universe Today. Архивирано из оригинала 7. 3. 2008. г. Приступљено 2008-04-01.
- „Main Asteroid Belt”. Sol Company. Архивирано из оригинала 15. 5. 2007. г. Приступљено 2007-04-20.
- Munsell, Kirk (16. 9. 2005). „Asteroids: Overview”. NASA's Solar System Exploration. Архивирано из оригинала 24. 5. 2007. г. Приступљено 2007-05-26.
- Plots of eccentricity vs. semi-major axis and inclination vs. semi-major axis at Asteroid Dynamic Site
- Staff (31. 10. 2006). „Asteroids”. NASA. Архивирано из оригинала 11. 4. 2007. г. Приступљено 2007-04-20.
- Staff (2007). „Space Topics: Asteroids and Comets”. The Planetary Society. Архивирано из оригинала 28. 4. 2007. г. Приступљено 2007-04-20.